# Садыков, Фарит Шамсутдинович
Фарит Шамсутдинович Садыков (29 сентября 1927, Ибрагимово, Башкирская АССР — 20 декабря 1987, Ибрагимово, Башкирская АССР) — тракторист механизированного звена по возделыванию сахарной свеклы в колхозе имени Фрунзе БАССР. Герой Социалистического Труда. Заслуженный механизатор РСФСР (1967).

## Биография
Фарит Шамсутдинович Садыков родился 29 сентября 1927 года в д. Ибрагимово (ныне — Кармаскалинского района Башкирии).
Образование — начальное.
Трудовую деятельность начал в 1941 году трактористом в колхозе имени Фрунзе Кармаскалинского района, с февраля по май 1947 г. обучался на курсах трактористов Карламанской МТС. В 1947—1959 гг. работал трактористом, с 1959 г. — звеньевым механизированного звена по возделыванию сахарной свеклы в колхозе имени Фрунзе.
За восьмую пятилетку (1966—1970) урожайность этой культуры в звене Ф. Ш. Садыкова составила 341 центнер при плане 200 центнеров. За три года девятой пятилетки его звено собрало урожай свеклы 345 центнеров при плане 220. В 1973 г. — 49 124 центнера свеклы при плане 21 245 центнеров — социалистическое обязательство выполнено на 141 процент. Получен рекордный урожай 522 центнера с каждого из 94 гектаров. Звено заняло первое место среди свекловодов республики. Трехлетний план производства свеклы был выполнен на 156 процентов — собрано 95 705 центнеров сладких корней при плане 61 054. План продажи свеклы звено выполнило на 141 процент — продано 82 453 центнера при плане 58 470. Успехи были достигнуты благодаря совершенствованию технологии возделывания, применению комплексной механизации при обработке пашни и поточно-перевалочного способа уборки свеклы.
За большие заслуги, достигнутые во Всесоюзном социалистическом соревновании и проявленную трудовую доблесть в выполнении принятых обязательств по увеличению производства и продажи государству продуктов земледелия в 1973 г., Указом Президиума Верховного Совета СССР от 7 декабря 1973 г. Ф. Ш. Садыкову присвоено звание Героя Социалистического Труда.
Депутат Верховного Совета Башкирской АССР шестого созыва (1963—1967).
Садыков Фарит Шамсутдинович умер 20 декабря 1987 года.

## Награды
- Герой Социалистического Труда (1973);
- Награждён орденами Ленина (1971, 1973), Дружбы народов (1981), медалями.

## Память
Именем Героя названа улица в д. Ибрагимово.